# Schleier- und Halbmotten
Die Schleier- und Halbmotten (Plutellidae) sind eine Familie der Schmetterlinge (Lepidoptera). Sie kommen weltweit mit ca. 200 Arten vor, die Einordnung einiger dieser Arten, besonders die der Gattung Acrolepia wird von manchen Fachleuten angezweifelt. Diese werden von ihnen als eigene Familie Acrolepiidae angesehen.  

## Merkmale
Bei den Vertretern der Plutellidae handelt es sich um kleine mottenartige Falter. Sie besitzen schmale längliche Flügel, die in Ruhestellung dachartig angelegt werden. Ihre Abgrenzung zur Familie der Gespinst- und Knospenmotten (Yponomeutidae) ist nicht eindeutig, wird aber mit dem Bau der postvaginalen Lamella (der hintere Teil der weiblichen Geschlechtsöffnung, der sklerotisiert ist) begründet. Diese besteht aus zwei haarigen Lappen. Die Yponomeutidae und auch die Ypsolophidae haben zwar auch solche Lappen, diese sind aber mehr oder weniger durch ein Häutchen zu einem einzelnen verwachsen. Die Teilung dieses Lappens könnte auf eine Weiterentwicklung bei den Plutellidae hinweisen. Auch ist die grobmaschige Struktur der Kokons auffällig, diese ist aber auch bei einigen Arten der Yponomeutidae zu finden.
Die Raupen leben minierend unter einem feinen Gespinst und fressen besonders an Kreuzblütengewächsen (Cruciferae) und Kaperngewächsen (Capparaceae). Sie verpuppen sich in Kokons, die an Blätter angesponnen werden.
Einige Arten besitzen eine gewisse wirtschaftliche Bedeutung als landwirtschaftliche Schädlinge, so zum Beispiel Plutella xylostella deren Larven weltweit an Gemüsekohl (Brassica oleracea) Schäden anrichten können.

## Systematik
Die Familie Schleier- und Halbmotten ist in Europa mit 21 Arten vertreten, von denen zehn Arten auch in Österreich (A), der Schweiz (CH) oder in Deutschland (D) vorkommen.
- Eidophasia aereolella Lhomme, 1949
- Eidophasia insulella Walsingham, 1900
- Eidophasia messingiella (Fischer von Röslerstamm, 1840) A, CH, D
- Eidophasia syenitella Herrich-Schäffer, 1854
- Lunakia alyssella (Klimesch, 1941) A
- Plutella geniatella Zeller, 1839  A, CH, D
- Plutella haasi Staudinger, 1883
- Plutella hyperboreella Strand, 1902
- Plutella mariae Rebel, 1923
- Plutella polaris Zeller, 1880
- Plutella porrectella (Linnaeus, 1758) A, CH, D
- Plutella xylostella (Linnaeus, 1758) A, CH, D
- Rhigognostis annulatella (Curtis, 1832) A, CH, D
- Rhigognostis hufnagelii (Zeller, 1839) A, CH, D
- Rhigognostis incarnatella (Steudel, 1873) A, CH, D
- Rhigognostis kovacsi (Gozmány, 1952)
- Rhigognostis kuusamoensis Kyrki, 1989
- Rhigognostis scharnikensis Huemer & Wieser, 2014[5]
- Rhigognostis schmaltzella (Zetterstedt, 1839)
- Rhigognostis senilella (Zetterstedt, 1839) A, CH, D
- Rhigognostis wolfschlaegeri (Rebel, 1940)